# Caquetá (departman)
Caquetá je kolumbijski departman u južnom dijelu države. Glavni grad je Florencia. Prema podacima iz 2005. godine u departmanu živi 404.896 stanovnika te je 24 kolumbijski deparman po broju stanovnika. Sastoji se od 15 općina.

## Općine
U departmanu Caquetá se nalazi 15 općina:
1. Albania
2. Belén de Andaquies
3. Cartagena del Chairá
4. Curillo
5. El Doncello
6. El Paujil
7. Florencia
8. La Montañita
9. Milán
10. Morelia
11. Puerto Rico
12. San José de la Fragua
13. San Vicente del Caguán
14. Solano
15. Solita
16. Valparaíso

## Vanjske poveznice
- Službene stranice